# Tomoaki Maeno
Tomoaki Maeno (jap. 前野 智昭, Maeno Tomoaki; * 26. Mai 1982 in der Präfektur Ibaraki) ist ein japanischer Synchronsprecher (Seiyū) und Sänger. Er gehört der Agentur Arts Vision an.
Tomoaki Maeno ist seit 2005 in mehreren kleineren Rollen in Anime wie Peach Girl, Naruto Shippūden oder Clannad zu hören. 2008 folgten Hauptrollen in Toshokan Sensō und Mahō Tsukai ni Taisetsu na Koto – Natsu no Sora. 2010 erhielt Maeno für seine Rollen als Tōya Fujii in der Serie White Album und Saku Ōyagi in der Serie Sora no Manimani gemeinsam mit Atsushi Abe die Auszeichnung zum besten Nachwuchs-Seiyū.
Zwischen April und Juli 2008 moderierte er die Toshokan-Sensō-Radioshow gemeinsam mit Hikaru Tezukas Seiyū Tatsuhisa Suzuki.

## Rollen (Auswahl)

### Anime
2008
- Ga-Rei – Zero (Tōru Kanze)
- Mahō Tsukai ni Taisetsu na Koto – Natsu no Sora (Gōta Midorikawa)
- Toshokan Sensō (Atsushi Dōjō)

2009
- Kobato. (Kiyokazu Fujimoto)
- Sora no Manimani (Saku Ōyagi)
- White Album (Tōya Fujii)

2010
- Amagami (Junichi Tachibana)
- Kaichō wa Maid-sama! (Kanade Maki)

2011
- Sekaiichi Hatsukoi (Kou Yukina)
- Sekai-ichi Hatsukoi 2 (Kou Yukina)

2012
- Suki-tte Ii na yo. (Kai Takemura)
- Hitorijime My Hero (Kousuke Ooshiba)

2014
- Akatsuki no Yona (Son Hak)
- Haikyu!! (Makoto Shimada)

2015
- Death Parade (Decim)

2016
- Fukigen na Mononokean (Haruitsuki Abeno)
- Super Lovers (Haru Kaidō)

2017
- Hitorijime My Hero (Kōsuke Ōshiba)

2018
- Tensei Shitara Slime Datta Ken (Veldora Tempest)

2021
- Skate-Leading Stars (Itsuki Kiriyama)

2022
- Gaikotsu Kishi-sama, Tadaima Isekai e Odekakechū (Arc Lalatoya)

### Videospiele
- Uta no Prince-sama DEBUT! (Camus)
- Onmyōji (2017) (Ō͘tengu)
- Genshin Impact (2020) (Zhongli)

## Diskografie
- for You... (30. Oktober 2009)